# Renouveau Valdôtain
Renouveau Valdôtain war eine italienische Regionalpartei, die zu Beginn des 21. Jahrhunderts in der Region Aostatal als Teil der politischen Autonomiebewegung aktiv war.

## Geschichte
Die Bewegung Renouveau Valdôtain entstand im Jahr 2006 beim Austritt einiger Personen aus der Partei Union Valdôtaine UV. Sie wurde vom ehemaligen Präsidenten der Autonomen Region Aostatal und 2006 zum Senator gewählten Carlo Perrin angeführt, der nicht mehr für die UV, sondern erfolgreich für die politische Organisation Autonomie Liberté Démocratie kandidiert hatte. Perrin rief zusammen mit andern ehemaligen UV-Mitgliedern, darunter dem früheren Präsidenten der Union Valdôtaine Alexis Bétemps und mehreren Gemeindepräsidenten, zur Gründung der neuen Partei auf. Es ging der neuen Gruppe darum, den im Anfang der Autonomiebewegung im Aostatal kurz nach dem Zweiten Weltkrieg angestrebten Zielen wieder mehr Gewicht zu geben.
Am 15. Juli 2006 trafen sich die Gründer der Bewegung zur ersten Versammlung in Fénis, und am 16. Dezember 2006 erfolgte die formelle Konstituierung der Partei auf einer Zusammenkunft in Nus. Als Koordinatoren der Partei waren zuerst Lorella Vezza und später Albert Chatrian eingesetzt. In den Jahren 2007 und 2008 war die Vorbereitung der nationalen Wahlen 2008 und der Regionalwahlen im Aostatal das bedeutendste Geschäft für die Parteileitung. 2008 beschloss Renouveau Valdôtain, im Hinblick auf die Regionalwahlen eine Allianz mit der Bürgerbewegung Vallée d’Aoste Vive einzugehen.
Bei den nationalen Wahlen portierte Renouveau Valdôtain den Historiker Roberto Nicco, der mit der Unterstützung von Autonomie Liberté Démocratie in die Abgeordnetenkammer Italiens gewählt wurde.
Auf der gemeinsamen Liste von Renouveau Valdôtain und Vallée d'Aoste Vive wurden bei den Regionalwahlen vom 25. Mai 2008 fünf Kandidaten in den Regionalrat Conseil de la Vallée d’Aoste gewählt.
Im Frühjahr 2010 konstituierte sich die Bewegung Autonomie Liberté Démocratie offiziell als politische Partei, und dabei ging die kurzlebige Partei Renouveau Valdôtain in dieser neuen Organisation auf. Die neue politische Koalition Autonomie Liberté Démocratie, die eine Position Mitte-links vertritt, änderte im Jahr 2011 ihren Namen in Autonomie Liberté Participation Écologie ALPE.